# Olga Necrasov
Olga Necrasov (n. 1/14 septembrie 1910, Sankt Petersburg, Imperiul Rus – d. 3 octombrie 2000, Iași) a fost biolog și antropolog român de origine rusă, profesor universitar, membru titular al Academiei Române.

## Biografie
A fost eleva lui Ioan Gh. Botez și a antropologului german Egon Freiherr von Eickstedt (1892–1965).
Din 1938 va ține cursuri libere de antropologie la Facultatea de Științe Naturale din Iași, care vor continua școala de antropologie și paleontologie a prof. Botez, deschisă în special cercetărilor morfologice. Era o școală de antropologie de sorginte germană, care punea accentul pe descrierile morfologice.
În perioada 1964-1973 a fost director al Centrul de Cercetări Antropologice.
A fost membru asociat al Societății de Antropologie din Paris, membru de onoare al Institutului Regal de Antropologie al Marii Britanii și Irlandei, membru fondator al Asociației Internaționale de Biologie Umană, membru efectiv al Centrului Internațional de Studii Sarde, membru corespondent al Societății de Antropologie din Viena. A fost titulara Premiului „Paul Broca”, Paris, 1980.
Studiile sale paleoantropologice și antropologice au avut ca obiect toate populațiile străvechi din aria de formare a poporului român, din epoca străveche și până în epoca contemporană. De asemenea, a elaborat cercetări cu contribuții valoroase la morfologia scheletelor mamiferelor, referitoare la paleofauna erei cuaternare. După ce a obținut titlurile internaționale, a fost aleasă membru titular al Academiei Române (1990), al cărei membru corespondent fusese timp de 28 de ani.  Arhivat în 6 martie 2016, la Wayback Machine.
Nu a fost membră a PCR.